# 塞哥维亚的胡安
塞哥维亚的胡安（西班牙語：Juan de Segovia；1395年—1458年5月24日），卡斯蒂利亚高级教士、神学家，在巴赛尔会议中起到了重要作用，他于当时如库萨的尼各老等知名的人文主义者保持联系，晚年流亡萨伏依公国，期间托人将《古兰经》翻译为西班牙语，自己又将其翻译成拉丁语。